# Brunni (Engelberg)

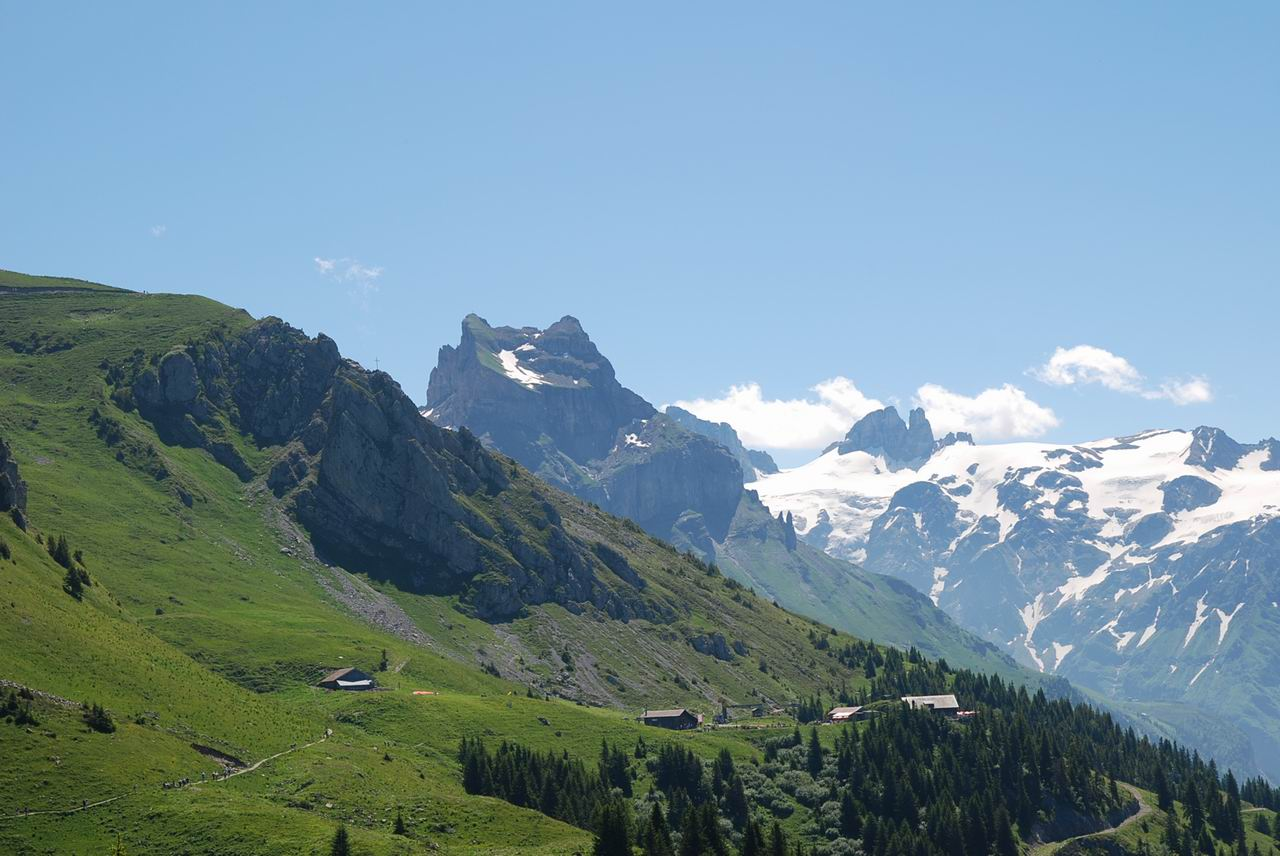
Das Brunni

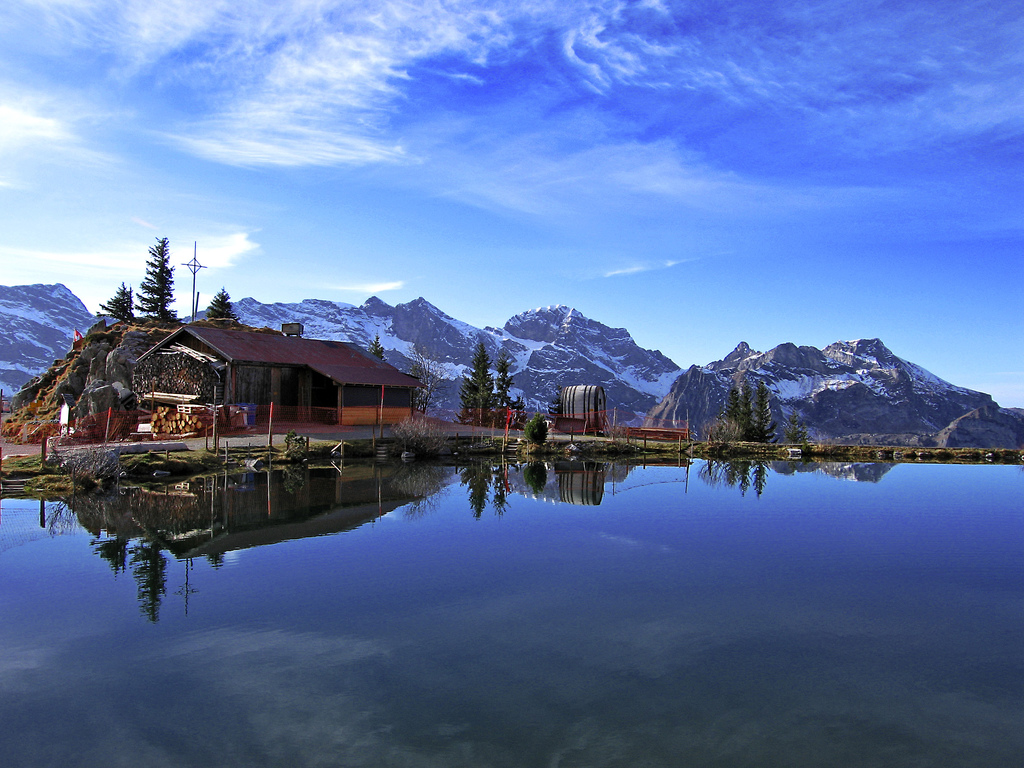
Härzlisee

Das Brunni ist ein Wander- und Wintersportgebiet in Engelberg im Kanton Obwalden in der Schweiz. Wegen seiner Südhanglage wird das Gebiet auch als «Sonnenseite von Engelberg» bezeichnet. Das Gebiet ist von der Brunni-Bahnen Engelberg AG seit 1950 touristisch erschlossen.

## Lage und Umgebung
Von Engelberg aus führt eine Luftseilbahn zur Mittelstation Ristis auf 1600 m ü. M. mit den Koordinaten 46° 49′ 56,4″ N, 8° 24′ 27,5″ O. Direkt daneben befindet sich eine Sommerrodelbahn und ein grosser Kinderspielplatz. Von hier aus geht ein Sessellift hinauf zur Brunnihütte des Schweizer Alpen-Clubs auf 1860 m ü. M.
Neben der Brunnihütte liegt der Härzlisee, in dem sich die Gipfel des Titlis-Massivs spiegeln. Rund um den kleinen Bergsee ist ein als «Kitzelpfad» bezeichneter Barfussweg angelegt. Im Brunni-Gebiet gibt es zudem vier Klettersteige und drei Startplätze zum Gleitschirmfliegen.
Ein etwas ausgesetzter Wanderweg mit Ausblick führt vom Brunni hoch über dem End der Welt hinauf zum Rugghubel, zur Rugghubelhütte des Schweizer Alpen-Clubs und zu den beiden Gipfeln Engelberger Rotstock (2818 m ü. M.) und Wissigstock (2887 m ü. M.). Nördlich und östlich des Brunni befinden sich zwei Jagdbanngebiete.
Ab Ristis startet der Walenpfad, eine der meistbegangenen Höhenwanderungen der Schweiz, der zum Bannalpsee führt.

## Geschichte der Brunni-Bahnen Engelberg AG
1950 wurde die Konzession für den Betrieb erteilt, im Jahr 1952 wurde die Luftseilbahn dann eröffnet. Zwischen 1960 und 1990 fanden mehrere Vergrösserungen und Modernisierungen, unter anderem am Restaurant Ristis, bei den Masten und Einfahrsätteln und beim Ausbau der elektrischen Anlage statt. Auf den automatischen Bahnbetrieb wurde die Anlage 1996 umgestellt. Die Übernahme der Skilifte Klostermatte AG auf der Ochsenmatt wurde 2005 vollzogen. 5 Jahre später wurde dann die Luftseilbahn Engelberg-Brunni AG mit der Brunni Sessel- und Skilift AG fusioniert.
Im Jahr 2015 wurde die erste LED-Nachtpistenbeleuchtung der Schweiz auf der Klostermatte installiert. Zudem wurde das Unternehmen in Brunni-Bahnen Engelberg AG umbenannt. Kurze Zeit später wurde der Barfusswanderweg Hütismatt-Brunnihütte eröffnet.